# نثرات الحب (مسلسل)
مسلسل تلفزيوني كوري جنوبي، بطولة كيم سول جي ويون دو-جون. بُثّ في البداية على منصة الويب نافير في 10 حلقات. ثم بثّته مؤسسة منهوا للإذاعة في 13 و 20 ديسمبر 2015 في حلقتين مدة كل منهما 60 دقيقة.

## القصة
"دان بي" طالبة في مرحلتها الثانوية الأخيرة والذي تفقد الأمل في نجاحها من مادة الريضيات لتنقل الى عصر جوسون الذي فيه ستقع في حب الملك لي دو. تدور أحداث هذا المسلسل في إطار خيالي رومانسي ساخر.